# Sistema APUD
Il sistema APUD (Amine Precursor Uptake and Decarboxylation) è composto da cellule chiare endocrine non appartenenti a un sistema ghiandolare. Esso è costituito da innumerevoli cellule, definite cromaffini, localizzate in tutto l'apparato digerente (è stato calcolato che se fossero localizzate in un organo esso avrebbe all'incirca le dimensioni di un'arancia) i cui ormoni mediano funzioni quali l'acidità gastrica, la motilità, lo svuotamento della colecisti. Altre cellule endocrine si trovano nei polmoni, dove regolano le secrezioni; se ne trovano anche nella prostata e in altri organi non endocrini.
Recentemente si è cominciato a parlare di sistema neuroendocrino, intendendo la stretta relazione tra ormoni e cellule nervose, che infatti grazie alle terminazioni nervose sono in grado di determinare la liberazione di ormoni, come accade per esempio nella zona midollare del surrene con la liberazione di amine biogene: dopamina, adrenalina e noradrenalina.
Sinora sono state classificate fra le cellule APUD oltre 40 tipi di cellule che deriverebbero embriologicamente dall'ectoblasto, programmate come cellule neuroendocrine. Sebbene in passato la loro origine embriologica sia stata attribuita interamente alle creste neurali, attualmente vi sono dati sperimentali che evidenziano una diversa origine embriologica di molte cellule APUD:
- endodermica, per le cellule endocrine gastroenteriche e pancreatiche;
- mesodermica per le cellule mioendocrine del cuore[2], che possono essere raggruppate con altre del sistema neuroendocrino perché producono ormoni peptidici.

Pearse considera l'insieme delle cellule APUD come una 3° componente del sistema nervoso, dotata di attività lenta, ma più duratura, rispetto ai neuroni viscerali. Il loro secreto (trasmettitori) agisce sulle cellule adiacenti e su cellule distanti. Le cellule APUD avrebbero quindi una funzione di coordinamento tra i sistemi nervoso ed endocrino. 